# Polistes apachus
Polistes apachus là một loài tò vò có tập tính sống xã hội, là loài bản địa phía tây Bắc Mỹ. Chúng thường được gọi là "tò vò apache" và là loài Polistes phổ biến nhất được tìm thấy ở California. P. apachus xây tổ trong cây nho và vườn cây ăn trái, nhưng cũng có thể được tìm thấy trong các khu vực đô thị. Đây là một loại to vo giấy, có tên gọi thông dụng như vậy vì chúng có sử dụng một loại vật liệu mỏng như giấy để xây dựng tổ của chúng.